# Gayle Hunnicutt
Gayle Hunnicutt   (Fort Worth, 6 de febrer de 1943 - Londres, 31 d'agost de 2023) va ser una actriu de cinema, televisió i escena estatunidenca.

## Biografia
Gayle Hunnicutt era filla única del coronel Samuel Lloyd Hunnicutt i de Mary Virginia Dickerson. Va estudiar a la Universitat de Califòrnia, a Los Ángeles, amb una beca per estudiar literatura i teatre anglès. Abans d'actuar, va treballar com a model.
Més endavant, ees va casar amb l'actor anglès David Hemmings el 16 de novembre de 1968. La parella va tenir un fill, Nolan Hemmings, que també va esdenvindre actor. La parella es va divorciar el 1975. Després d'això, es va casar amb el periodista Simon Jenkins l'any 1978 i van criar el seu fill, Edward. Vivien a Primrose Hill i es van divorciar el 2009. Des de llavors va residir a Delray Beach.
Hunnicutt va interpretar a Emaline Fetty, una estafadora que intentava extorsionar diners dels Clampetts en dos episodis de The Beverly Hillbillies el 1966. Va coprotagonitzar, amb James Garner, Marlowe, un detectiu molt privat (1969), en què el seu personatge era una glamurosa actriu de Hollywood.
Després de traslladar-se a Anglaterra amb Hemmings el 1970, Hunnicutt va ser capaç d'utilitzar la gamma més fina de la seva interpretació. Va tenir un paper destacat com a Charlotte Stant en l'adaptació televisiva de Jack Pulman de la novel·la The Golden Bowl (1972) de Henry James. Va interpretar a l'esposa de Lionel a The Legend of Hell House (1973) i a la tsarina Alexandra a Fall of Eagles (1974). Va aparèixer com a Irene Adler, al costat de Jeremy Brett, al primer episodi de la sèrie de televisió Les aventures de Sherlock Holmes («Un escàndol a Bohèmia», 1984). També va aparèixer en un altre misteri de Marlowe, en un episodi de Philip Marlowe d'HBO, Private Eye (1983), aquesta vegada protagonitzat per Powers Boothe. Hunnicutt va tornar als Estats Units el 1989 per fer el paper de Vanessa Beaumont a la sèrie Dallas fins al 1991.

## Filmografia
- Els àngels de l'infern (1966) com a Susie
- P.J. (1968) com a Maureen Preble
- The Smugglers (1968 TV film) com a Adrianna
- Eye of the Cat (1969) com a Kassia Lancaster
- Marlowe, un detectiu molt privat (1969) com a Mavis Wald
- Fragment of Fear (1970) com a Juliet Bristow
- Freelance (1971) com a Chris
- The Love Machine (1971) com a noia astròloga en una festa (sense acreditar)
- Running Scared (1972) com a Ellen Case
- Voices (1973) com a Claire
- Scorpio (1973) com a Susan
- The Legend of Hell House (1973) com a Ann Barrett
- Nuits rouges també coneguda com a Shadowman (1974)
- The Spiral Staircase (1975) com a Blanche
- Strange Shadows in an Empty Room (1976) com a Margie Cohn
- The Sell Out (1976) com a Deborah
- Once in Paris... (1978) com a Susan Townsend
- The Saint and the Brave Goose (1979) com a Annabelle West
- Flashpoint Africa (1980) as Lisa Ford
- The Million Dollar Face (1981) com a Diana Masterson
- Return of the Man from U.N.C.L.E. (1983) com a Andrea Mackovich
- Savage in the Orient (1983) com a Julian Clydesdale
- Two by Forsyth (1984)
- Target (1985) com a Donna Lloyd
- Dream Lover (1986) com a Claire
- Turnaround (1987) com a Pat
- Silence Like Glass (1989) com a Mrs. Martin
- Hard to Be a God (1989)[4]

## Televisió
- The Beverly Hillbillies (sèrie de TV, 1966) Va interpretar a Emaline Fetty, una estafadora que intentava extorsionar diners dels Clampetts en dos episodis.
- “Get Smart” (sèrie de TV, 1967) Va interpretar a Octavia, una agent KAOS.
- The Golden Bowl (minisèrie de TV, 1972) as Charlotte Slant
- The Ripening Seed (1973) com a Madame Dalleray
- Fall of Eagles (minisèrie de TV, 1974) com a Tsarina Alexandra
- Thriller (episodi: "K Is for Killing", 1974) com a Suzy Buckley
- Dylan (1978) com a Liz Reitel
- Return of the Saint (1979) com a Annabelle West
- A Man Called Intrepid (minisèrie de TV, 1979) com a Cynthia
- Fantômas (minisèrie de la televisió francesa, dècada del 1980) com a Lady Beltham
- The Martian Chronicles (minisèrie de TV, 1980) com a Ruth Wilder
- Taxi (1982) com a Mrs. Bascome[5]
- Tales of the Unexpected (episodi: "The Luncheon", 1983) com a Susan Mandeville
- Les Aventures de Sherlock Holmes (1984) com a Irene Adler
- The First Olympics: Athens 1896 (minisèrie de TV, 1984) com a Mary Sloane
- A Woman of Substance (minisèrie de TV, 1985) com a Olivia Wainright
- Strong Medicine (1986) com a Lillian Hawthorne
- Dream West (TV miniseries, 1986) com a Maria Crittenden
- Dallas (sèrie) (1989–1991) com a Vanessa Beaumont
- The Saint: The Brazilian Connection (1989) as Mrs. Cunningham
- Get Smart: It Takes One to Know One (1966–67) com a Octavia[4]